# Van Gogh-museet
Van Gogh-museet (nederländska: Van Gogh Museum, Amsterdam) är ett stiftelsedriver museum i Amsterdam, Nederländerna. Det ställer ut verk av den nederländske konstnären Vincent van Gogh (1853–1890) och ett antal andra konstnärer verksamma under samma tid. Museet har den största samlingen Van Gogh-målningar i världen. Museet öppnades 2 juni 1973 av drottning Juliana.

## Historik
Konstnären Vincent van Goghs bror Theo van Gogh (1857–1891) var konsthandlare och gift med Johanna van Gogh-Bonger (1862–1925). Det var hans brorson och namne, Vincent Willem van Gogh (1890-1978), som ärvde gården efter sin mammas död 1925.
Under början av 1950-talet ordnade brorsonen Vincent Willem van Gogh för publicering en fullständig upplaga av breven för publicering i fyra volymer och på flera språk. Sedan började han förhandlingar med den nederländska regeringen om att subventionera en stiftelse för att köpa och hysa hela konstsamlingen. Theo van Goghs son deltog i planeringen av projektet i hopp om att arbetena skulle utställas under bästa möjliga förutsättningar. Projektet började 1963. Arkitekt Gerrit Rietveld fick uppdraget att designa det och efter hans död 1964 tog Kisho Kurokawa över ansvaret. Arbetet fortskred under 1960-talet, med 1972 som mål för den stora öppningen.
Van Gogh-museet öppnade 1973 vid Museumplein (Museitorget). Sedan slutet av 1800-talet är Museumplein är ett stort torg i centrum av Amsterdam. 1992–1993 förnyades torget med hjälp av den svenske landskapsarkitekten Sven-Ingvar Andersson. Van Gogh-museet är det näst populäraste museet i Nederländerna, efter Rijksmuseum, som är nationalmuseet för konst i Nederländerna och som också ligger vid Museumplein. Vid torget ligger även Stedelijk Museum, ett museum för modern konst och konserthuset Concertgebouw. Van Gogh-museet får regelbundet mer än 1,5 miljoner besökare om året. År 2015 hade det rekord 1,9 miljoner, 85 procent av besökarna kom från andra länder.